# علي سالم الخضمي
علي سالم الخضمي (مواليد 1965م)ولد في خضم مديرية الجبين محافظة ريمة. صدرالقرار الجمهوري رقم 102 لسنة 2008م،  بتعيينه محافظا لمحافظة ريمة، كما كان قبله اللواء/ أحمد مساعد حسين العولقي.